# Albareto

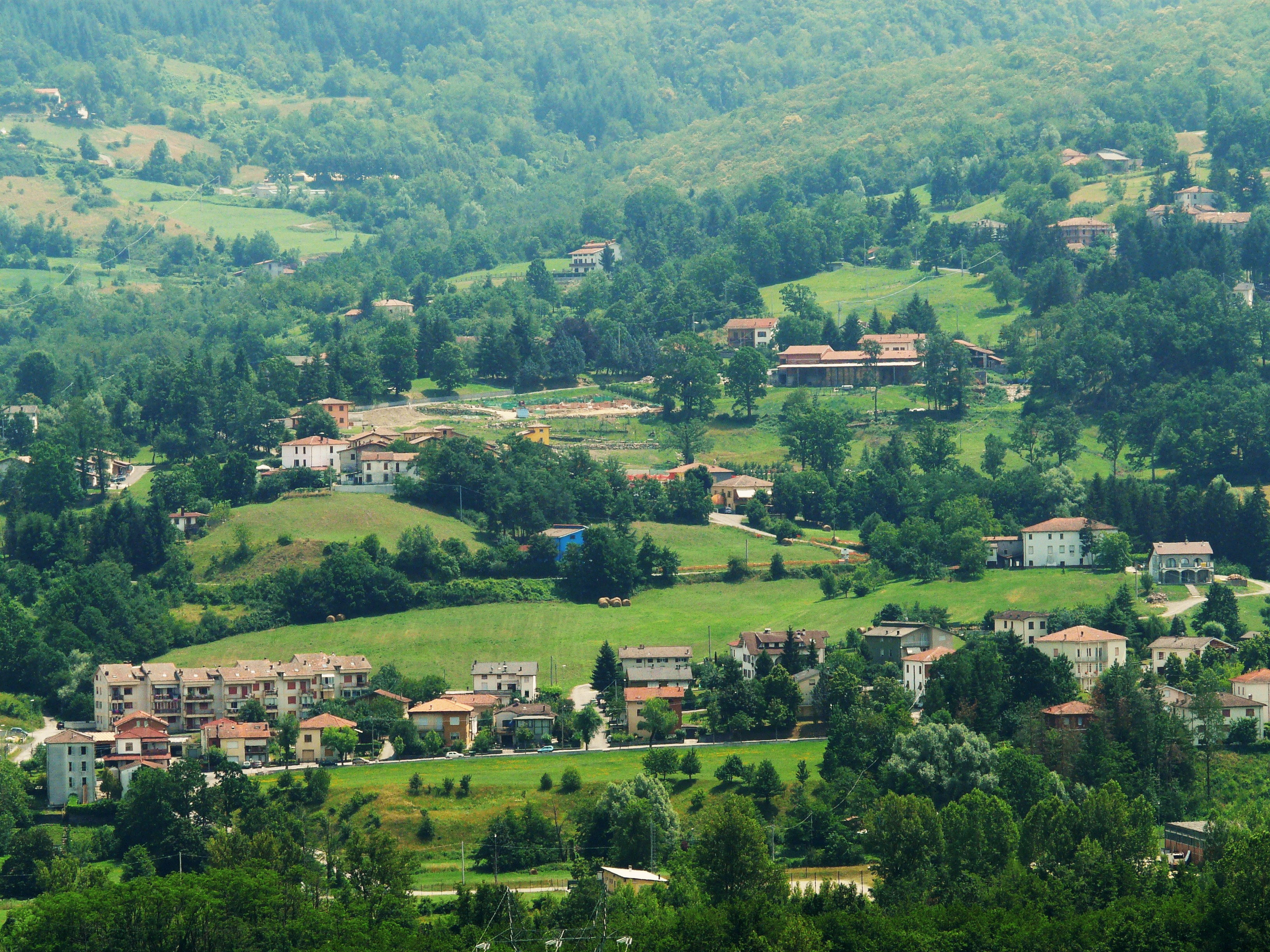
Albareto

Albareto is een gemeente in de Italiaanse provincie Parma (regio Emilia-Romagna) en telt 2265 inwoners (31-12-2004). De oppervlakte bedraagt 103,9 km², de bevolkingsdichtheid is 20,97 inwoners per km².
De volgende frazioni maken deel uit van de gemeente: Vedi elenco.

## Demografie
Albareto telt ongeveer 1047 huishoudens. Het aantal inwoners daalde in de periode 1991-2001 met 4,6% volgens cijfers uit de tienjaarlijkse volkstellingen van ISTAT.
| Jaar | Inwoneraantal |
| ---- | ------------- |
| 1991 | 2285          |
| 2001 | 2181          |

## Geografie
Albareto grenst aan de volgende gemeenten: Borgo Val di Taro, Compiano, Pontremoli (MS), Sesta Godano (SP), Tornolo, Varese Ligure (SP), Zeri (MS).